# 超危險保鑣
《超危險保鑣》（英語：Freelance）是一部2023年美國動作喜劇片，由皮耶·莫瑞爾執導，雅各·蘭茲（Jacob Lentz）編劇（電影編劇處女作），主演陣容包括約翰·希南、愛莉森·布里、尤安·帕布羅·瑞巴和克利斯汀·史萊特；講述一名前陸軍特種部隊成員接受一份保鑣工作：保護記者採訪一名獨裁國家總統。但途中卻發生了軍事政變，導致三人為了生存而被迫逃入叢林中。
《超危險保鑣》2023年10月27日在美國上映。口碑褒貶不一。

## 剧情
梅森·佩蒂茨（Mason Pettits）的生活很悲惨：他应征入伍，加入了美国陆军特种部队，但在一次刺杀帕尔多尼亚独裁者胡安-维内加斯（Juan Venegas）的任务中，他的朋友阵亡，从此他失去了生活的目标。事件发生后，梅森因伤医治无效退伍，最后成为了一名律师，这份工作让他痛恨自己，也让他有了自己的家庭。一天，昔日的战友塞巴斯蒂安·厄尔（Sebastian Earle）找到梅森，邀请他去做一次安保工作，保护记者克莱尔·威灵顿（Claire Wellington）前往帕尔多尼亚采访维内加斯（Venegas）。这项任务让他的妻子珍妮很不高兴，她不希望女儿凯西过着没有父亲的生活。
到达帕尔多尼亚并与维内加斯会面后，一行人遭到了一场政变的伏击，政变者试图杀死维内加斯，并在此过程中毁坏了一行人的汽车。梅森击退了袭击者，一行人逃进丛林。维内加斯推断政变是由他的侄子豪尔赫领导的，他雇佣了扬·科霍斯特上校来袭击维内加斯。梅森试图带着克莱尔离开维内加斯，但两人遭到了更多武装分子的伏击。梅森在维内加斯的帮助下击退了他们，一行人来到了维内加斯的村庄。
克莱尔成功地拍摄了她与维内加斯的谈话。虽然梅森与克莱尔的关系更进一步，但他无法与她开始一段感情，因为他想起了家乡的家人。第二天，维内加斯暗示了梅森工作的真正目的：梅森打电话给塞巴斯蒂安，塞巴斯蒂安告诉他，他其实是被雇来杀死维内加斯的。突然，扬上校和他的武装分子来到村子，追赶这群人。梅森和维内加斯设法逃脱，而克莱尔却被抓获。
在前往帕尔多尼亚首都的途中，维内加斯透露他并没有杀害梅森在军队中的朋友。后来，两人与克莱尔进行了一次交易，而维尼加斯则透露，他花钱买革命作为宣传。第二天，在交易过程中，维内加斯带着革命者分散了扬的注意力，而他、梅森和克莱尔则跑向了皇宫。在那里，维内加斯说服豪尔赫帮助他更好地领导国家，但后者却在一名同谋的保镖试图向维内加斯开枪时被打死。
扬和他的军队来到皇宫，他们与维内加斯的保镖发生枪战，梅森在枪战中与扬单挑。扬揭露了杀害梅森手下的罪魁祸首。随后，塞巴斯蒂安和他的团队赶到并与扬的武装分子作战。
一段时间后，克莱尔因在帕尔多尼亚拍摄的影片而重新成名，维内加斯辞去了独裁者的职务，梅森与家人团聚，并得到了维内加斯赠送的500万美元。现在，梅森重新找到了生活的目标，他决定花更多的时间陪伴家人。

## 演員
- 約翰·希南飾演梅森·派帝斯：前陸軍特種部隊成員。
- 愛莉森·布里飾演克萊兒·威靈頓：落魄記者。
- 尤安·帕布羅·瑞巴飾演尤安·維尼加斯總統：帕多尼亞獨裁者。
- 艾莉絲·伊芙飾演珍妮·派帝斯：梅森之妻。
- 馬頓·索柯斯飾演揚·科霍斯特上校（Colonel Jan Koehorst）
- 克利斯汀·史萊特飾演賽巴斯汀·厄爾：梅森的上司。

## 製作
《超危險保鑣》為電視編劇雅各·蘭茲（Jacob Lentz）執筆的首部電影作品。電影由皮耶·莫瑞爾執導，約翰·希南主演，製作預算至少4000萬美元。2022年1月，愛莉森·布里、尤安·帕布羅·瑞巴、艾莉絲·伊芙、馬頓·索柯斯和克利斯汀·史萊特加入演出陣容。電影2022年1月17日在哥倫比亞開始主要拍攝，泰瑞·艾伯嘉擔任攝影指導。

## 發行
《超危險保鑣》原计划2023年10月6日在美國上映，由相对论传媒發行。美國上映日之後改檔至2023年10月27日，台灣則是與美國同步上映。
《超危險保鑣》於2024年7月6日上架串流平台HBO GO。

## 外部連結
- 互联网电影数据库（IMDb）上《超危險保鑣》的资料（英文）